# OnePlus
OnePlus е китайска компания, която е подразделение на BBK Electronics. Основната задача на компанията е да разпространява смартфоните на BBK Electronics извън границите на Китай.
Седалището на OnePlus се намира в град Шънджън (провинция Гуандун, КНР).

## История
Компанията е създадена през декември 2013 г. от бившия вице-президент на компанията OPPO, която също се занимава с производството на смартфони и мобилна техника, Пийт Лау. По време на разработването на своя първи смартфон компанията OnePlus сключва изключително лицензно споразумение с Cyanogen Inc., което предполага инсталирането в смартфоните на компанията на специална версия на фърмуера CyanogenMod и правото да се използват търговските ѝ марки извън границите на Китай.